# ON YOUR SIDE
『ON YOUR SIDE』（オン・ユア・サイド）は、1993年11月21日に発売された日本のシンガーソングライター、細坪基佳の3rdアルバム。

## 概要
- キャッチコピーは「ストーリーはいつも君のそばにあった」。
- 前作『洋燈とガラス玉』から11年ぶりとなるオリジナルアルバムで、細坪が在籍していたフォークデュオ『ふきのとう』解散後初のアルバムである。
- このアルバムの制作時、細坪は「ディレクター達が熱心に色々なアイデアを出してくれるものの、それが私の目指すものと微妙なズレを生じてしまう時に交わす言葉のやり取りに不毛な思いを抱くようになった」と自身のブログで綴られている[1]。続けて、「ふきのとうを継承しヒット曲を目指す音作りを望むのはソニーとしては当たり前のことだ」とも綴られている[1]。それらが要因となり、次作以降はインディーズレーベル『HARVEST MOON』からリリースされている。

## 批評
『CDジャーナル』は、「心の琴線に触れる優しいメロディを奏でる彼。メジャー感あふれる90年代風のサウンド・アプローチを施しながらも、風景的な歌詞等70年代のニューミュージック・フレーヴァーを感じさせる、爽やかで心地よい1枚だ。」と批評した。

## 収録曲
| 全編曲: 西本明。 |                        |           |           |       |
| #                | タイトル               | 作詞      | 作曲      | 時間  |
| 1.               | 「もう一度」           | 田口俊    | 松本俊明  | 4:41  |
| 2.               | 「午前零時」           | 細坪基佳  | 細坪基佳  | 4:32  |
| 3.               | 「夢のかけら」         | 細坪基佳  | 細坪基佳  | 4:05  |
| 4.               | 「交差点」             | 田口俊    | 石川kanji | 4:33  |
| 5.               | 「普通の日々」         | 田口俊    | 石川kanji | 4:08  |
| 6.               | 「煉瓦色のレストラン」 | 細坪基佳  | 細坪基佳  | 3:57  |
| 7.               | 「砂のイニシャル」     | 細坪基佳  | 細坪基佳  | 4:32  |
| 8.               | 「君とぼくとあの夏」   | 田口俊    | 石川kanji | 3:47  |
| 9.               | 「明日への扉」         | 細坪基佳  | 細坪基佳  | 5:30  |
| 10.              | 「あの日のように」     | 細坪基佳  | 細坪基佳  | 4:27  |
| 11.              | 「Good Time Music」    | 細坪基佳  | 細坪基佳  | 4:26  |
| 合計時間:        | 合計時間:              | 合計時間: | 合計時間: | 48:38 |

## 曲解説
1. もう一度
アルバムと同時発売されたシングル曲。テレビ朝日系『紺野美沙子の科学館』エンディングテーマ[3]
2. 午前零時
3. 夢のかけら
4. 交差点
「もう一度」のカップリング曲。
5. 普通の日々
6. 煉瓦色のレストラン
7. 砂のイニシャル
8. 君とぼくとあの夏
9. 明日への扉
10. あの日のように
11. Good Time Music

## 参加ミュージシャン
- Drums：古田たかし
- Bass：小野田清文 & 有賀啓雄
- Guitar：長田進, 土方隆行 & 鈴川真樹
- Acoustic Guitar：鈴木康博, 田代耕一郎
- Percussion：菅原裕紀
- Saxophone：本田雅人
- Chorus：鈴木康博, 石川kanji, 芦沢和則, Hiroshi Nishimoto, Raji, 佐藤満, 坂元昭二, 細坪基佳 & Momoko
- Synthesizer Programming：堀川満志
- Other All Instruments：西本明